# Juanito Valderrama
Juan Valderrama Blanca, més conegut com a Juanito Valderrama, (Torredelcampo, 24 de maig de 1916 - Espartinas, 12 d'abril de 2004) fou un cantaor de flamenc i copla espanyol.

## Biografia
Nascut en el si d'una família d'agricultors, s'inicià en el flamenc de petit, mentre treballava al camp. Després de diversos intents de fugida per dedicar-se a la seva passió, el 1934 conegué a Dolores Jiménez Alcántara La Niña de la Puebla, i aconseguí el permís patern per pujar a l'escenari. La seva carrera professional va començar el 1935, al Cinema Metropolità de Madrid, i durà més de seixanta anys.
En esclatar la Guerra Civil Espanyola, s'allistà en un batalló de la CNT, on, juntament amb altres artistes en situació similar, actuà per a combatents i ferits de guerra. En acabar el conflicte, ja era prou conegut per les seves actuacions, fet que l'animà a muntar la seva pròpia companyia. Així doncs, va intervenir com a actor-cantant en set pel·lícules, en algunes de les quals també va participar Dolores Abril: El rey de la carretera (1956), El emigrante (1959), Gitana (1965), De barro y oro (1966), La niña del patio (1966), Flash 03 (1967) i El Padre Coplilla (1968).
Li va ser concedida la Medalla al Mèrit en el Treball i la Medalla al Mèrit Turístic.
Del seu primer matrimoni van néixer tres fills. A finals dels cinquanta s'uní amb Dolores Abril, també cantant, amb qui va formar duo artístic unes quantes dècades. Amb Abril tingué dos fills, un dels quals fou el cantant conegut com a Valderrama (Juan Antonio Valderrama).
Fou autor de la majoria dels seus èxits. Actuà amb la majoria de figures contemporànies del flamenc, i el seu llegat conté més de set-centes cançons enregistrades que va seguir interpretant durant tota la seva vida. Cal destacar-ne El emigrante, escrita el 1949 com a homenatge als milions d'espanyols que van deixar el país per diverses causes després de la Guerra Civil Espanyola, així com La primera comunión i De polizón.
Encara que fos més conegut per cantar copla, ell sempre va dir que era un cantaor flamenc. Antonio Burgos va dir sobre ell: "¿Si diem Doña Concha Piquer, per què no hem de dir Don Juan Valderrama? Té, evidentment, el do de la paraula, de la veu popular. No s'ha reconegut encara, però és el primer cantautor d'Espanya a la mida de la fam de la postguerra". (Antonio Burgos. ABC, 29-11-1984).
Va morir el 12 d'abril de 2004, als vuitanta-set anys, a casa seva, a Espartinas, a conseqüència d'una aturada cardíaca.

## Filmografia
- El rey de la carretera (1956)
- El emigrante (1960)
- Gitana (1965)
- De barro y oro (1966)
- La niña del patio (1967)
- El Padre Coplillas (1968)